# Carregal do Sal
Carregal do Sal este o arie protejată (sit de importanță comunitară — SCI) din Portugalia întinsă pe o suprafață de 9.483,57 ha, integral pe uscat.

## Localizare
Centrul sitului Carregal do Sal este situat la coordonatele 40°24′52″N 7°52′49″W / 40.4144°N 7.8802°V.

## Înființare
Situl Carregal do Sal a fost declarat sit de importanță comunitară în iunie 1997 pentru a proteja 2 specii de plante și 19 specii de animale.

## Biodiversitate
Situată în ecoregiunea mediteraneană, aria protejată conține 3 habitate naturale: Ape stătătoare oligotrofe până la mezotrofe, cu vegetație de Littorelletea uniflorae și/sau de Isoëto-Nanojuncetea, Cursuri de apă de la nivel de câmpie la nivel montan, cu vegetație Ranunculion fluitantis și Callitricho-Batrachion, Pante stâncoase silicioase cu vegetație casmofită.
La baza desemnării sitului se află mai multe specii protejate:
- plante (2): Narcissus scaberulus, Veronica micrantha
- păsări (10): pescăruș albastru (Alcedo atthis), lăstunul mare (Apus apus), șoimul rândunelelor (Falco subbuteo), Hippolais polyglotta, ciocârlie de pădure (Lullula arborea), privighetoare (Luscinia megarhynchos), gaia neagră (Milvus migrans), turturică (Streptopelia turtur), silvie roșcată (Sylvia cantillans), silvie de tufiș (Sylvia undata)
- amfibieni (1): Chioglossa lusitanica
- mamifere (2): Galemys pyrenaicus, vidră de râu (Lutra lutra)
- nevertebrate (1): fluturele auriu (Euphydryas aurinia)
- pești (3): Chondrostoma polylepis, Cobitis paludica, Rutilus macrolepidotus
- reptile (2): Lacerta schreiberi, Mauremys leprosa

Pe lângă speciile protejate, pe teritoriul sitului au mai fost identificate 3 specii de plante, 4 specii de amfibieni, 1 specie de mamifere, 3 specii de reptile.